# Sicilia (Provinz)

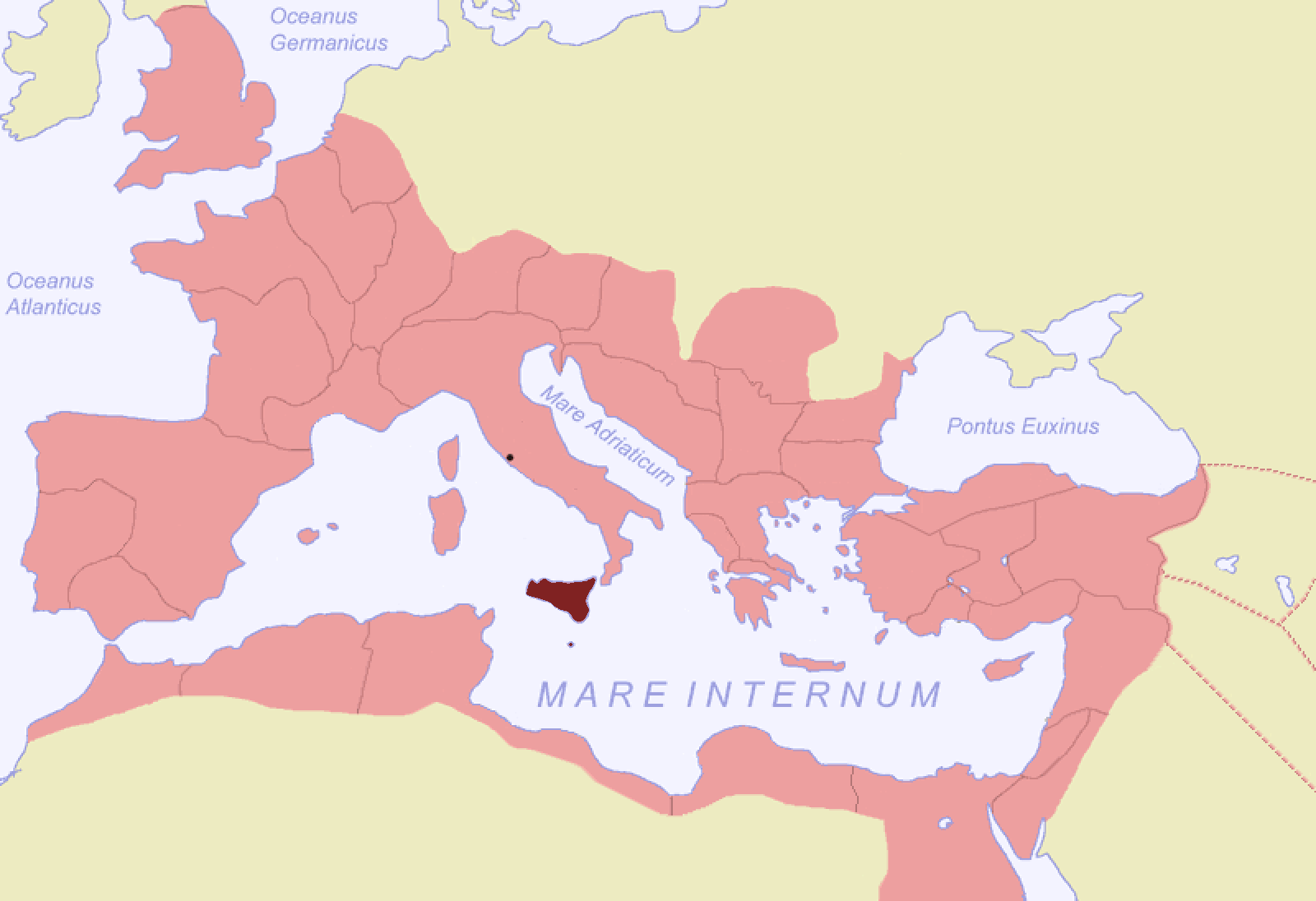
Provinz Sicilia

Sicilia war die erste Provinz des römischen Reiches. Zum Gebiet der Provinz gehörten die Inseln Sizilien und Malta.
Nach dem Ende des ersten Punischen Krieges 241 v. Chr. fielen die karthagischen Besitzungen auf Sizilien an Rom und wurden ab 227 v. Chr. von einem Prätor verwaltet; der erste war Gaius Flaminius. Das Territorium Hierons II. von Syrakus im Osten der Insel blieb jedoch zunächst unangetastet. Erst nach Hierons Tod 215 v. Chr. und einem Sieg über die griechischen Städte Syrakus und Akragas wurde ganz Sizilien römisches Herrschaftsgebiet. Der Amtssitz des Prätors war Syrakus (lateinisch Syracusae); er wurde von zwei Quästoren in Syrakus und Lilybaeum unterstützt.
Wohl 132 v. Chr. erhielt Sizilien eine eigene förmliche Gerichtsordnung, die lex Rupilia. Veranlasst und bestätigt wurde sie vom Senat. Dabei handelte es sich um keine volksgesetzlichen Bestimmungen, die auch für römische Bürger gegolten hätten, gleichwohl waren die Statthalter daran gebunden, sofern Streitfälle zwischen sizilischen Gemeindeangehörigen ausgetragen wurden.
27 v. Chr. wurde die Provinz von Augustus neu geordnet als „senatorische“ Provinz mit einem Prokonsul aus der Rangklasse der ehemaligen Prätoren. Danach gab es sieben coloniae auf Sizilien:
- Catina (Catania)
- Lilybaeum (Marsala)
- Panormus (Palermo)
- Siracusae (Hauptort, Syrakus)
- Tauromenium (Taormina)
- Thermae Himeraeae (Termini Imerese)
- Tyndaris (Tindari)

Außerdem gab es acht Städte im Rang eines municipiums:
- Messana (Messina)
- Centuripae (Centuripe)
- Netum (Noto)
- Agrigentum (Agrigent)
- Segesta
- Halaesa
- Haluntium (San Marco d’Alunzio)
- Lipara (Lipari)

In der Spätantike gehörte Sicilia zur dioecesis Italiae.
439 fiel Sicilia an die Vandalen und ab 493 an die Ostgoten, ab 535 gelangte es unter byzantinische Herrschaft und blieb darunter bis zur arabischen Eroberung 827.
Die Städte von Sizilien (Sicilia) wurden durch verschiedene Verträge an Rom gebunden und auch generell spielte Sizilien eine bedeutende Rolle unter der Herrschaft Roms. Und das vor allem dadurch, dass die Römer die landwirtschaftlichen Ressourcen der Insel und insbesondere den Anbau von Getreide und Oliven, reichlich ausnutzen, als wichtigen Lieferanten von Nahrungsmitteln für das römische Reich. Aber auch durch Lokale Steuern, musste Sizilien Abgaben an Rom leisten. Es wurde auf Rom eine Infrastruktur in Form von prächtige Tempel, Theater und Aquädukte, um das Leben der Menschen auf der Insel zu verbessern errichtet.